# 大衛·L·博倫
大衛·萊爾·博倫（英語：David Lyle Boren；1941年4月21日—2025年2月20日），美国政治人物、美國陸軍退役上尉。博倫在1979年至1994年期間為奧克拉荷馬州的兩位參議院議員之一，黨籍為民主黨。博倫家族熱衷公共事務和政治，他的兒子丹·博倫也是一位國會議員。